# Nikolaus Joseph von Jacquin
Baronul Nikolaus Joseph von Jacquin (n. 16 februarie 1727, Leiden, Comitatul Olanda, Provinciile Unite – d. 26 octombrie 1817, Viena, Imperiul Austriac) a fost un renumit botanist, chimist și medic austriac de origine franceză, fiind prim-autor în descrierea multor animale, ciuperci și plante. Abrevierea numelui său în cărți științifice este în domeniul botanicii și micologiei Jacq., în cel al zoologiei Jacquin. 

## Origini și familie

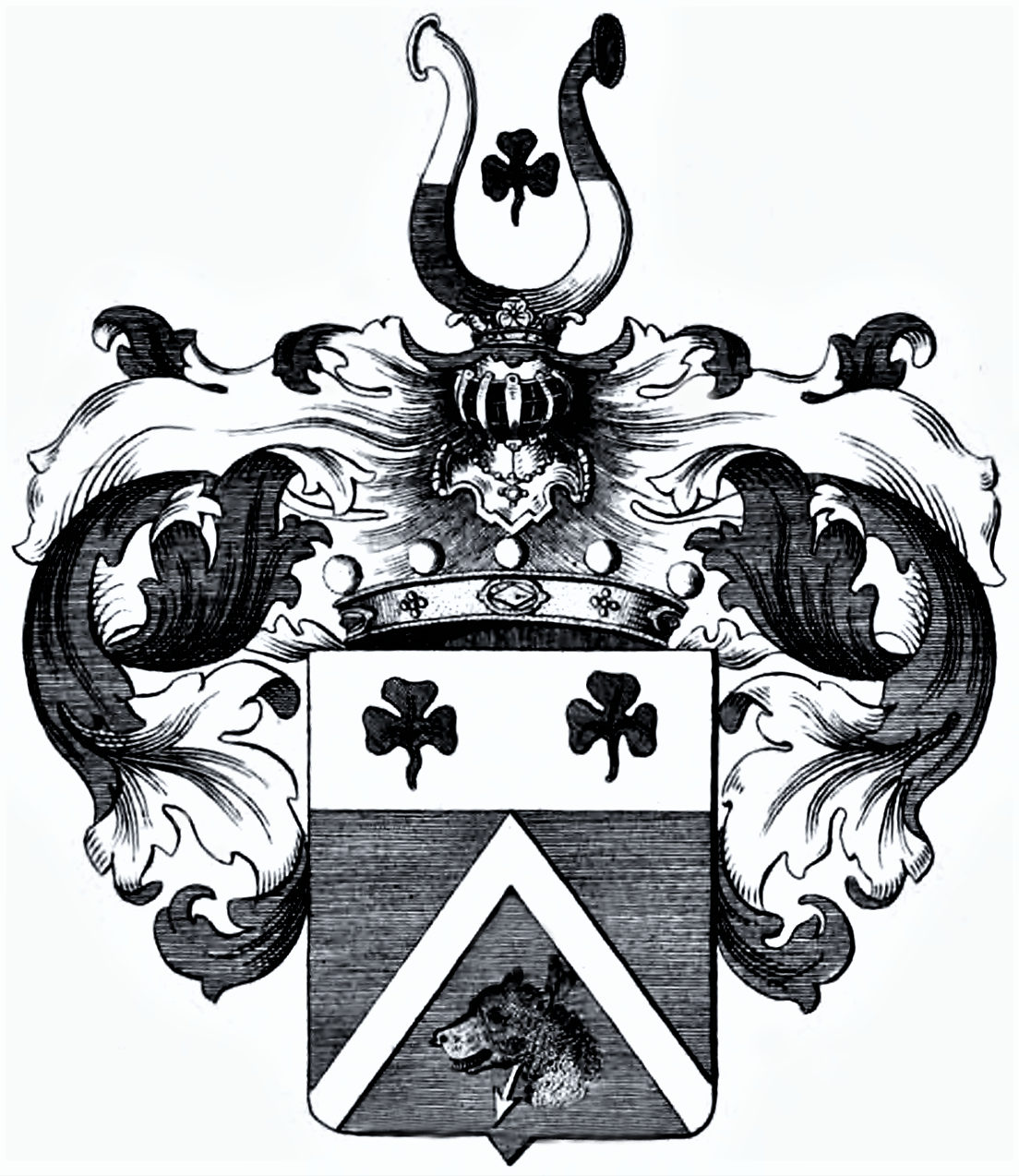
Stema baronilor Jacquin

Nikolaus a provenit dintr-o familie aristocrată franceză (al cărui titlu nu a fost prevalat în Sfântul Imperiu Roman, de abia Nikolaus a obținut titlul de baron pentru țările Imperiului Hasburgic) care s-a mutat în Olanda, în ultimul sfert al secolului al XVII-lea. El a fost fiul lui Claudius Nikolaus (1694-1743), proprietarul unei manufacturi de pânză și catifea în Leiden și al soției lui, Elisabeth Maria von Heyningen († 1755) din Delft. A avut un frate, Johann Jakob, farmacist († 1768) și o soră, Marie Agathe.
Viitorul savant a fost căsătorit cu Catharina († 1791), fiica consilierului guvernamental imperial la Viena Johann Heinrich Schreibers. Soții au avut mai mulți copii, printre care au fost Joseph Franz (n. 7. februarie 1766, Schemnitz – d. 26 octombrie 1839, Viena), cunoscut medic precum de asemenea profesor de botanică și chimie la Universitatea din Viena, Emil Gottfried (1767–1792) și sora lor Franziska (1769-1850), o pianistă talentată.
Compozitorul Wolfgang Amadeus Mozart a fost împrietenit strâns cu familia Jacquin. El a dedicat mai multe compoziții membrilor acestei familii, astfel lui Joseph Franz între altele canonul dublu pentru patru voci KV 228 (la care a adăugat, scris în limba engleză: „Don’t never forget your true and faithfull friend.“), precum și Mente ti lascio, o figlia (KV 513). Elevei sale Franziska i-a dedicat Kegelstatt-Trio (KV 498, trio muzical pentru pian, violă și clarinet) și sonata de pian în do-major pentru patru mâini, KV 521. Cel mai intensiv contact l-a întreținut cu Gottfried, căruia i-a dedicat mai multe opere, mai departe a publicat două compoziții sub numele acestuia (Als Luise die Briefe ihres ungetreuen Liebhabers verbrannte, KV 520 și Das Traumbild, KV 530).

## Biografie
Tatăl lui Nikolaus a fost inițial bogat ca proprietar unei manufacturi însemnate de pânză și catifea, dar a pierdut din cauza unor condiții nefavorabile pentru negoț cea mai mare parte a averii sale. Cu toate acestea, copilul a primit o educație cu grijă, părinții dorind să studieze odată teologia. După absolvirea liceului din Antwerpen (un liceu cunoscut pentru punerea punctului central în studiul clasiciștilor vechi greci și romani), a început ca pregătire cu un studiu universal  la „Școala Înaltă” din Löwen (pe atunci Țările de Jos Austriece. Înapoiat, a început însă să studieze medicina la Universitatea din Leiden. În  acest timp a făcut cunoștință cu naturalistul și prietenul precum fostul elev al lui Carl Linné, Laurens Theodorus Gronovius (în Germania: Gronow, n. 1 iunie 1730 – d. 8 august 1777), care a inițiat în tânărul Jacquin interesul pentru botanică, instruindu-l după metoda faimosului savant. Înfocat de științele naturale studentul s-a înscris și pentru botanica. După scurtă vreme a părăsit orașul său natal și s-a mutat la Paris, universitatea de acolo având un renume mai însemnat. Jacquin a avut acolo prilejul să studieze mai departe medicina, iar botanica la cunoscutul profesor Bernard de Jussieu.

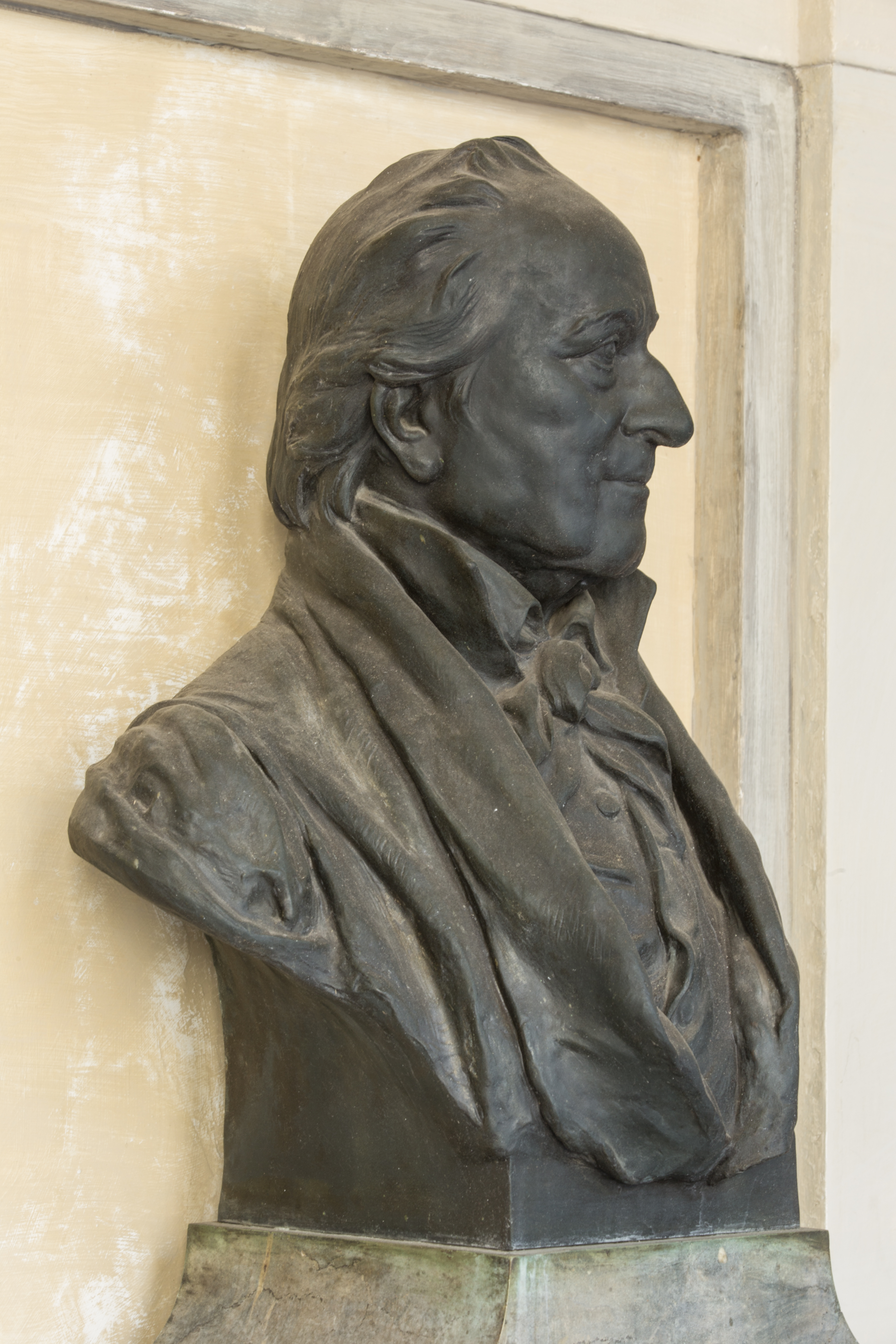
Bustul lui Jacquin, Univ. Viena

În anul 1752, Jacquin a urmat invitații medicului celebru Gerhard van Swieten, unui prieten bun a părinților lui, la Viena. Acolo a terminat studiile și a început să practice ca chirurg. Dar marea dragoste a aparținut biologiei. Astfel a catalogat toate plantele în „grădina olandeză” a împăratului și împărătesei după sistemul Linné. Cu acest prilej a făcut cunoștință cu co-regentul Francisc I (în țările austriece împărăteasă a fost Maria Terezia, dar Francisc a fost împăratul Sfântului Imperiu Roman) care a fost entuziasmat de hărnicia și talentul lui. De acea, domnitorul l-a ales șef unei mari expediții austriece în Indiile Occidentale. Înainte de a părăsi continentul pe 7 ianuarie 1755 din portul Livorno, a făcut un ocol prin Franța de Sud de unde a trimis 17 lăzi pline cu zoofite și fosile la Viena. La Marseille a făcut cunoștință cu cunoscutul geograf și matematician francez Charles Marie de La Condamine și la Montpellier cu celebrul filozof francez Claude Adrien Helvétius. Timp de aproape cinci ani, savantul a vizitat Martinica, St. Eustache, Insula Sfântul Martin, Guadelupa, Sfântul Kitts, Curaçao, Hispaniola, Jamaica până la Cartagena și pe călătoria de întoarcere Cuba. În ziua de  17 iulie 1759, Jacquin s-a întors aducând multe plante medicinale, folositoare ( de exemplu cacao) și otrăvitoare, decorative, etc. acestei sfere precum 50 de lăzi cu rarități botanice și etnologice înapoi la Viena. Această călătorie a fost începutul multor altor expediții care lau făcut pionier al botanicii austriece. În 1760 a scris prima sa carte de reputație internațională, Enumeratio systematica plantarum quas in Insulis caribeis vicinaque Americes, care a inclus rezultatele cercetărilor sale precum descrieri și alocări în conformitate cu principiul lui Linné despre expediția sa în Caraibe. Aceasta, împreună cu lucrările Enumeratio Stirpium Plerarumque și Selectarum stirpium americanum historia cu 264 de table colorate, publicate în 1762 respectiv 1763, au fost decisive pentru reputația mare pe care le-au căpătat grădinile împărătești, cea de la Viena și în special cea de la Schönbrunn.

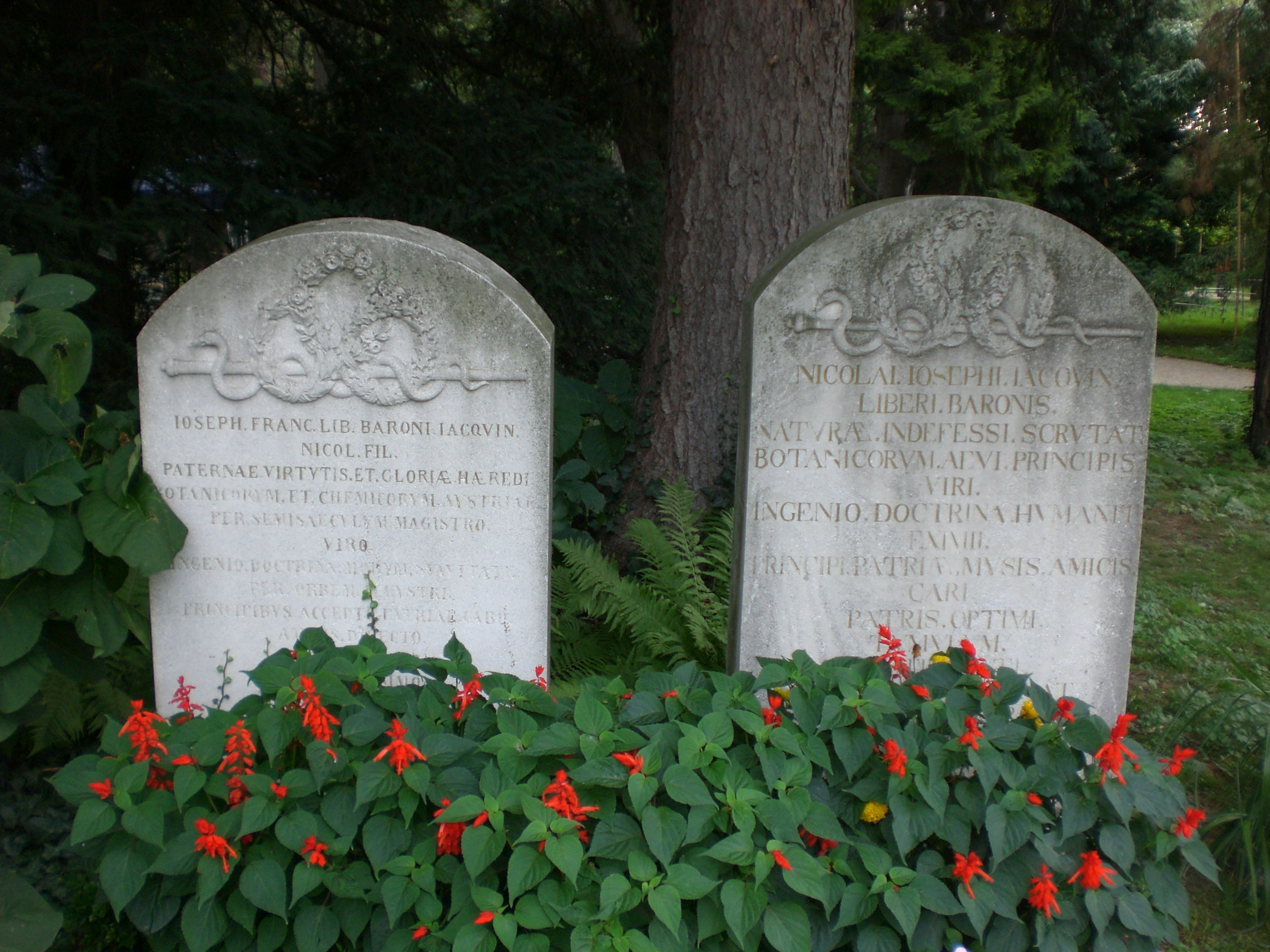
Pietre funerare pentru baronul Nikolaus von Jacquin, azi în grădina botanică din Viena

Pe 9 iunie 1763, Jacquin a fost numit de către Maria Terezia consilier imperial montan și pentru afaceri monetare (Münzrat) precum profesor de industrie minieră practică și chimie în Schemnitz. Apoi, în 1768, împărăteasa l-a numit profesor de botanică și chimie la Universitatea din Viena, un post care a fost legat cu funcția de director al grădinii botanice nou înființate la Rennweg (nume de stradă) precum cu supravegherea grădinii imperiale din Schönbrunn. Profesura în chimie a delegat-o fiului său Joseph Franz în 1797, predând de atunci încolo numai botanica. În anul 1809 a devenit rectorul universității.
În anul 1764, savantul a fost înnobilat pentru productivitatea și excepționalitatea muncii sale de împărăteasa Maria Terezia cu titlul austriac Edler von” iar în anul 1806, cavalerul a fost ridicat la rangul de baron austriac (Freiherr) prin cea mai înaltă rezoluție a împăratului Francisc I al Austriei la Viena. Titlul de baron era doar valabil pentru el și urmașii săi legali.
Jacquin a luat de la început parte activă la transformarea chimiei prin fizicianului și chimistului scoțian Joseph Black, apoi completată de Lavoisier. După ce Black a învățat că există de asemenea corpuri gazoase care nu fac parte al aerului atmosferic, dezvoltând cu farmacistul Meyer în Osnabrück o controversă stranie asupra cauzei statului blând și mușcător al varului, Jacquin a decis această controversă în 1769 prin lucrarea sa Examen chimicum doctrinae Meyerianae de acido pingui et Blackianae de aene fixo nes pectu calcis, în care a dovedit, că „aerul” dezvoltat de var este un acid absorbit de apă și dovedind ipoteza prin inventarea ingenioasă de instrumente pentru măsurarea de gaz și aplicarea lor.
Baronul Jacquin, prim-descriitor multor plante, ciuperci si animale care a întreținut o corespondență foarte copioasă cu Carl Linné între 1759 și 1778 (vezi sub „Legături externe”). El a scris aproape toate operele sale în limba latină, cauzat învățământului intensiv la liceul din Antwerpen precum studiilor sale suplementare în această limbă. Marele om de știință a murit de abia la vârsta de 90 de ani și a fost înmormântat în cimitirul Matzleinsdorf, astăzi parte acartierului X din Viena. Cimitirul este în prezent un parc (cu mormintele vechi). Pietrele funerare ale lui Jacquin au fost mutate la grădina botanică a universității capitalei.

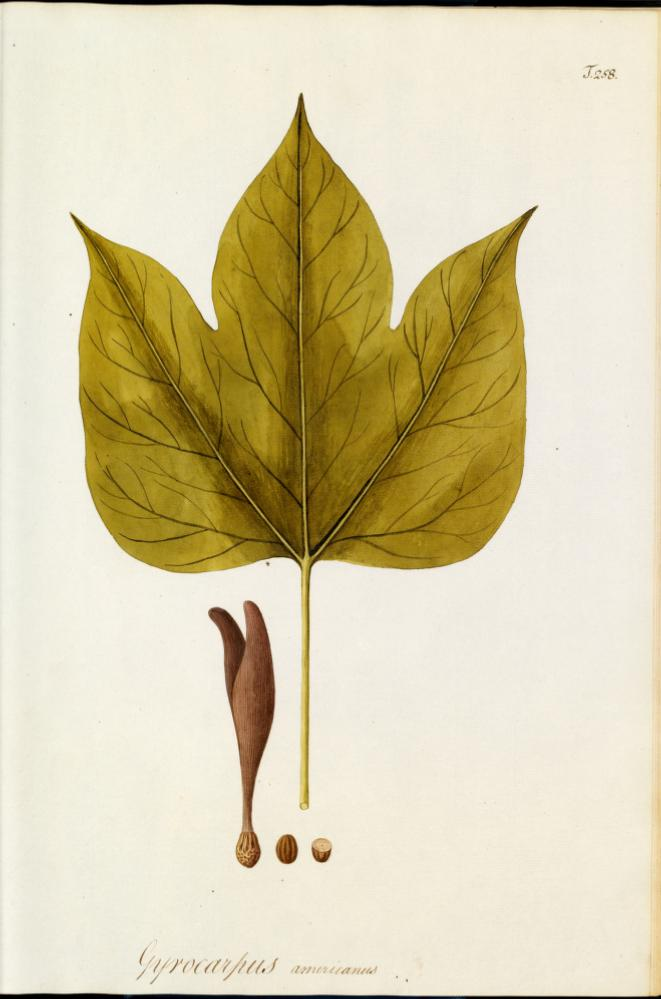
Gyrocarpus americanus în Selectarum stirpium Americanarum

Jacquin a publicat cu sârguință. După primele sale lucrări importante Enumeratio systematica plantarum quas in Insulis caribeis vicinaque Americes și ilustrata Selectarum stirpium americanum historia mai sus numite care i-au adus renume internațional, mai sunt de menționat în special marile opere Hortus Botanicus Vindobonensis în 5 volume cu 300 de plăci colorate (1770-1776), Icones Plantarum Rariorum în 3 volume cu 648 de table colorate (1781-1793) și Collectanea ad botanicam, chemiam et historiam naturalem spectantia, în 4 volume, un suplement, cu 112 table colorate (1786-1796). Dar cea mai prestigioasă este Florae austriacae, sive plantarum selectarum (1773-1778), în 5 volume cu 450 de imagini ale lui Franz Anton von Scheidel, care este considerată una dintre cele mai frumoase cărți despre plantele sălbatice ale țărilor europene pe lângă Flora Danica (1648-1802, scrisă de mai mulți savanți danezi), Flora Londinensis a lui William Curtis (1775-1796) și Flora Graeca în 10 volume pe baza ilustrațiilor lui Ferdinand Lucas Bauer, publicată de James Edward Smith (7 volume,1806-1830) și John Lindley (3 volume, 1833-1840). Datorită valorii ei artistice și ediției de la început mici a fost vândută pe timpuri trecute rapid, fiind constată raritate la scurt timp după apariție. Astfel a devenit accesibilă doar pentru un cerc exclusiv de interesanți. Pentru cărturarii privați achiziția operei a însemnat o problemă financiară. În prezent, prețul pentru cele cinci volume este estimat de Christie’s din Londra la aproximativ CHF 50.000.

## Onoruri

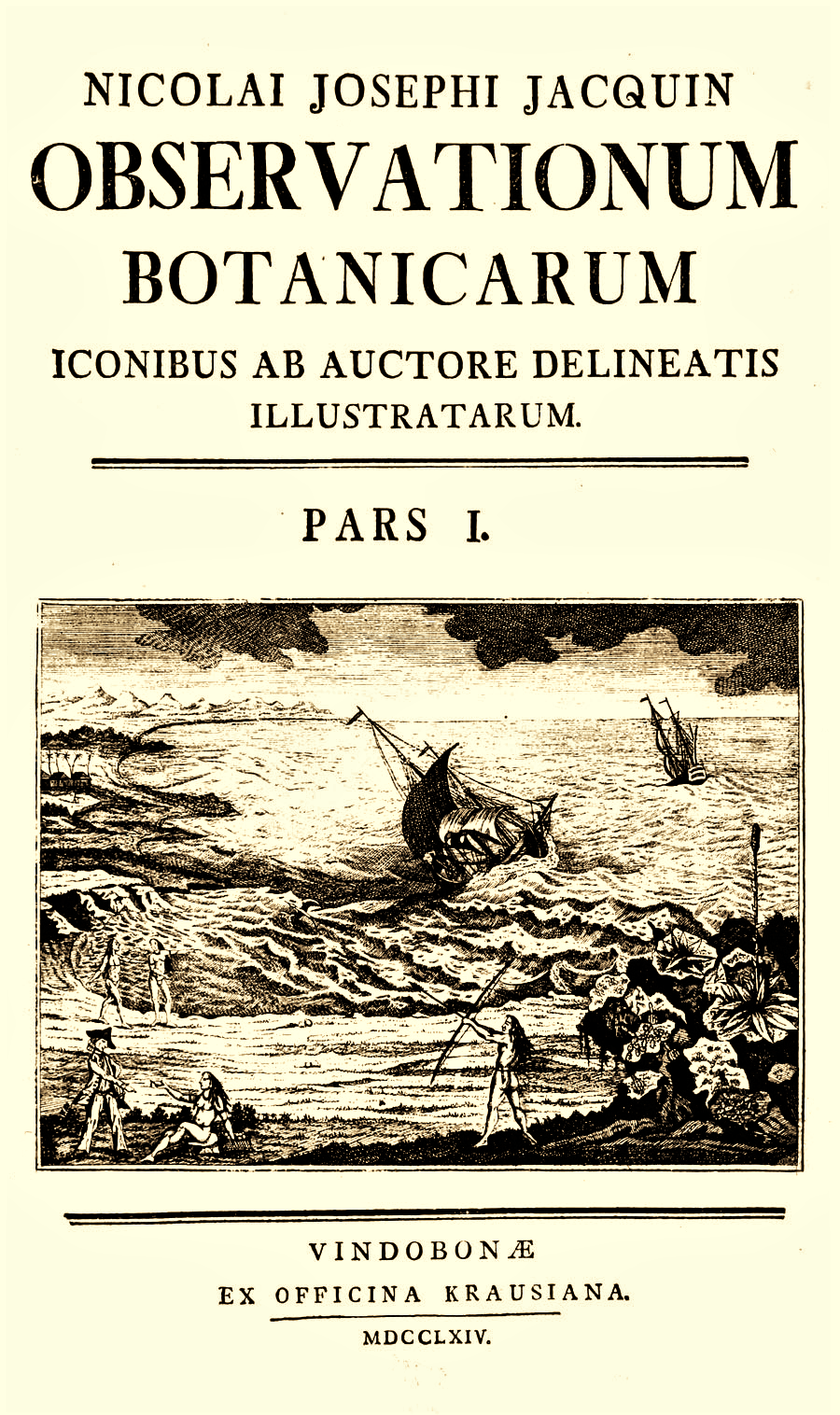
Observationum botanicarum

- 11 septembrie 1780: Membru de onoare străin al Academiei Ruse de Științe[23]
- 1783: Membru străin al Academiei Regale Suedeze de Științe
- 1788: Membri străini ai Royal Society
- 1788: Fellow of the Royal Society
- 1789: Membru al Academiei Leopoldine [24]
- 1804: Membru corespondent al Academiei Franceze de Științe
- 1805: Ordinul „Sfântul Stefan”, comandor
- 1806: Ordinul Dannebrog, cavaler de clasa I
- 1809: Membru corespondent al Academiei Regale Olandeze, astăzi Academia Regală Olandeză de Arte și Științe
- 1812: Membru de onoare al Academiei Prusace de Științe[25]
- 13 iulie 1875: Denumirea unei străzi după marele savant austriac (Jacquingasse) la Viena, cartierul al III-lea[26]
- 1876: Pictură murală (sgraffito) pe fațada în Gerlgasse (cartierul al III-lea) creat de Emil Moser[27]
- 1876: Sculptura marelui savant pe balustrada Muzeului de Istorie Naturală din Viena, aflată pe dreapta deasupra intrării principale, creată de sculptorul francez Jean Baptiste Gustave Deloye[18]
- 1905: Dezvăluirea unui bust în onoarea marelui savant în curtea cu arcade a Universității din Viena[28]
- 1977: Timbru special în memoria a 250-ei aniversări a nașterii lui Jacquin[18]
- 23 februarie 2011: Emisia unei monede în valoare de 20 € în onoarea lui Jacquin în Austria. Finețea argintului este de 900 miimi și diametrul monedei de 34 de milimetri.[29]

## Publicații (selecție)

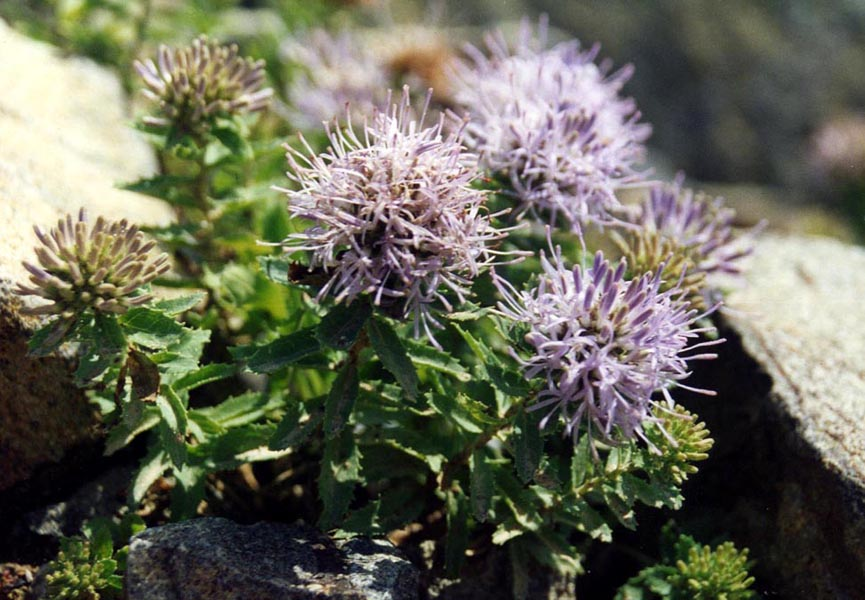
Trachelium jacquinii

- Enumeratio systematica plantarum, Editura Theodorus Haak, Lugduni Batavorum (Leiden) 1760
- Enumeratio Stirpium Plerarumque, Editura Johann Paul Kraus, Viena 1762
- Selectarum stirpium americanum historia cu 264 de table colorate, Editura Ex officina Krausiana, Viena 1763 și 1780
- Observationum Botanicarum, 4 volume cu 100 de table colorate, Editura Ex officina Krausiana, Viena 1764-1771 (vol. 1 1764, vol. 2 1767, vol. 3 1768, vol. 4 1771)
- Examen chimicum doctrinae Meyerianae de acido pingui et Blackianae de aene fixo nes pectu calcis, Viena 1769
- Hortus Botanicus Vindobonensis, 5 volume cu 300 de plăci colorate de Franz Anton von Scheidel, Editura Leopold Johann Kaliwoda, Viena 1770-1776
- Flora Austriacae, sive plantarum selectarum, 5 volume cu 450 de table colorate, Editura Leopold Johann Kaliwoda, Viena 1773-1778
- Miscellanea austriaca ad botanicam, chemiam, et historiam naturalem spectantia, vol. 1, Editura Officina Krausiana, Viena 1778
- Miscellanea austriaca ad botanicam, chemiam, et historiam naturalem spectantia, cu multe plăci colorate, vol. 2, Editura Officina Krausiana, Viena 1781
- Icones Plantarum Rariorum, 3 volume cu 648 de table colorate, Editura Christian Friedrich Wappler, Viena 1781-1793
- Nikolaus Joseph Edlen von Jacquin's Anfangsgründe der medicinisch-practischen Chymie zum Gebrauche seiner Vorlesungen, Editura Christian Friedrich Wappler, Viena 1783 și 1785
- Dreyhundert auserlesene amerikanische Gewächse nach linneischer Ordnung, 3 volume cu 300 de plăci colorate de Johannes Zorn, Editura G. N. Rase, Nürnberg 1785-1787  Vol. 1
- Collectanea ad botanicam, chemiam et historiam naturalem spectantia, 4 volume, un suplement, cu 112 table colorate, Editura Ex officina Wappleriana, Viena 1786-1790 (supl. 1796) Vol. I Vol. IV
- Oxalis.Monographia iconibus illustrata cu 81 de table, Editura Christian Friedrich Wappler, Viena 1794
- Plantarum rariorum Horti caesarei Schoenbrunnensis descriptiones et icones, 4 volume cu 500 de table, Editura Christian Friedrich Wappler, Viena, Editura B. et J. White, Londra, Editura S. et J. Luchtmans, cu toate 1797-1804
- Fragmenta Botanica 1800-1809 cu 138 de table, Editura Mathias Andreas Schmidt, Viena 1809

## Taxoni dedicați lui Jacquin
Faimosului savant care a descris ca prim-autor neenumerate animale, ciuperci și plante, au fost dedicați mulți taxoni. Astfel genul Jacquinia din familia Theophrastaceae precum toate cele 244 de specii conținute, de la Jacquinia aciculata până la Jacquinia yunquensis, sunt denumite după el, de asemenea genul Jacquiniella din familia Orchidaceae cu 31 de specii (de exemplu Jacquiniella cernua ori Jacquiniella globosa) sau 205 de soiuri din diverse familii și genuri cu epitetul jacquinii (de la Calodracon jacquinii Planch. până la Urera jacquinii var. ulmifolia (Kunth) Wedd) precum încă o dată 65 de specii cu eponimele jacquiniana, jacquinianum respectiv jacquinianus. Datorită valorii ei artistice și ediției de la început mici a fost vândută pe timpuri trecute rapid, fiind constată raritate la scurt timp după apariție. Astfel a devenit accesibilă doar pentru un cerc exclusiv de interesanți. Pentru cărturarii privați achiziția operei a însemnat o problemă financiară. În prezent, prețul pentru cele cinci volume este estimat de Christie’s din Londra la aproximativ CHF 50.000.

## Bibliogafie
- Austriaforum (fostul AEIOU)
- J. G. Ersch & J. G. Gruber: „Allgemeine Encyclopädie der Wisssenschaften und Künste”, vol. 2 H-N, partea 14, Editura F. A. Brockhaus, Leipzig 1837, p. 57-60
- Maria Petz-Grabenbauer: „Zu Leben und Werk von Nikolaus Joseph Freiherr von Jacquin”, în: „Wiener Geschichtsblätter” nr. 50, 1995, p. 121 pp.
- Walter Kleindel și Hans Veigl: „Das große Buch der Österreicher (Marea carte a austriecilor) - 4500 Personendarstellungen in Wort und Bild, Namen, Daten, Fakten”, Editura  Kremayr & Scheriau, Viena 1987
- Österreichischen Akademie der Wissenschaften (Academia Austriacă de Stiințe) (ed.): „Österreichisches biographisches Lexikon 1815–1950”, Editura Böhlau, Viena - Graz 1954, reeditat până în prezent
- Johann Nepomuk Raimann: „Rede zur Gedächtnisfeier des hoch- und wohlgeborenen Herrn Nikolaus Joseph Freiherr von Jacquin” (necrolog), Editura Anton Strauß, Viena 1818